# Связь времён
«Связь времён» — российский художественный фильм 2010 года. Премьера на телевидении (РФ) — 18 ноября 2010 года. Участник кинофестиваля «Окно в Европу» 2010 года.

## Сюжет
В 1943 году идёт тяжёлая война, а через 67 лет живущие в России и в Германии молодые люди мистическим образом видят прошлое. Два молодых лейтенанта, немец и русский, в ходе войны оказываются вместе в одной полуразрушенной церкви и влюбляются в одну женщину — Настю. Забота о ней и о её ребёнке перевешивает ту ситуацию, что они находятся по разные стороны окопов в войне.
В конечном итоге оба они погибают, а Настя и её ребёнок остаются в живых. А много лет спустя мистическим способом им удаётся передать современникам информацию о грозящей ей беде. Заложенная в разрушенной церкви взрывчатка не взорвётся, и баба Настя не погибнет.

## В ролях
| Актёр                  | Роль                                                           |
| ---------------------- | -------------------------------------------------------------- |
| Светлана Иванова       | Настя девушка из 1943 года                                     |
| Кирилл Бурдихин        | Борис Смирнов русский лейтенант                                |
| Маркус Кунце           | Вальтер немецкий лейтенант                                     |
| Жан-Марк Биркхольц     | Мартин современный врач-ветеринар                              |
| Екатерина Вилкова      | Маша современная девушка, переводчица                          |
| Тамара Спиричева       | Баба Настя                                                     |
| Штеффен Грот           | капитан Киршбаум немецкий офицер                               |
| Алексей Серебряков     | отец Михаил священник                                          |
| Марсель-Андре Хайцманн | Гюнтер Мюльхаузен цирковой артист-гипнотизёр, приятель Мартина |
| Галина Польских        | мама Маши                                                      |
| Нелли Пшённая          | мама Мартина                                                   |
| Станислав Житарев      | Иван сын бабы Насти                                            |

## Награды, кинофестивали
- 2010 — Участник кинопоказа 8-го кинофестиваля «Амурская осень» (Благовещенск)
- 2010 — Участник кинофестиваля «Окно в Европу» (Выборг)
- 2011 — Участник кинофестиваля «Ньюпорт Бич» (Калифорния)

## Кинокритика
Мнения зрителей разделились. Одни хвалят кинофильм за удачное соединение «мистики и военной драмы в хорошее единое целое», другие ругают фильм как скучный и непонятный.
Что касается серьёзной профессионально критики, то можно отметить мнение Светланы Степновой. Отмечая, что «кинематографисты вроде бы старались не врать», указывается, что результат тем не менее получился странным. Отмечается переизбыток заимствований из других картин, включая фильм «Мы из будущего». Критику решительно не нравится, что положительные герои из нашего времени, не нюхавшие пороху и никогда не голодавшие, исправляют то, что натворили их менее положительные предки. Резюмируя, критик отмечает, что многие точные находки и интересные актёрские работы не отменяют весьма сомнительные идеи.

## Режиссёр фильма о своей работе
Как отметил режиссёр фильма Алексей Колмогоров, он стремился ясно показать: «в войне схватились две армии, состоящие из разных людей — хороших и плохих». На войне столкнулись две «равновеликие в своей чудовищной силе государственные машины». И у участников этой войны «не могло быть выбора — в этом вся драма и трагедия ситуации».